# حیر المسیل
حیر المسیل (به عربی: حیر المسیل) یک روستا در سوریه است که در ناحیه سلحب واقع شده‌است. حیر المسیل ۵۷۹ نفر جمعیت دارد.